# Glen Wesley
Glen Edwin Wesley (* 2. října 1968 v Red Deer, Alberta) je bývalý kanadský hokejový obránce.

## Rodina
Je ženatý s manželkou Barb, se kterou má tři děti (Amanda, Josh a Matthew). Jeho starší bratr Blake Wesley je bývalý hokejový obránce z NHL. V roce 2014 byl jeho syn Josh Wesley vybrán v draftu NHL týmem Carolina Hurricanes.

## Hráčská kariéra
Juniorskou kariéru začal v klubu Portland Winter Hawks hrající soutěž WHL. V tamním klubu Portland strávil čtyři roky (1983-87). V posledním roce byl vybrán do juniorského národního mužstva Kanady, se kterým odehrál mistrovství světa juniorů. V létě roku 1987 byl vybrán v draftu NHL týmem Boston Bruins hned v prvním kole z celkového třetího místa. První sezonu v NHL odehrál hned po draftu, v základní části vynechal pouze jeden zápas. Se 37 kanadskými body byl vybrán do NHL All-Rookie Team. Po základní části postoupili s týmem do playoff, ve kterém pouze neuspěli ve finále nad týmem Edmonton Oilers. O dva roky později znovu zopakovali úspěch v playoff, ve finále opět narazili na silný tým Edmonton Oilers, kterému opět podlehli. Později se stal jeden z nejsilnějších obránců v NHL. Po sedmi sezonách v Bruins, byl 26. srpna 1994 vyměněn do Hartford Whalers za první tři volby draftu v roce 1995, 1996, 1997. Za tyto volby byli vybráni Kyle McLaren, Johnathan Aitken a Sergej Samsonov.
V Hartford Whalers byl připraven podpořit defenzívu, během tří let působení za Whalers, nebyli schopní postoupit do playoff na rozdíl od minulého působiště v Boston Bruins si pokaždé zahrál v playoff. Po sezoně 1996/97 se klub přestěhoval do Karoliny. V Carolina Hurricanes byl jeden z hlavních hráčů týmu a v sezoně 2001/02 již potřetí si zahrál finále playoff, ve kterém prohráli 1:4 na série nad týmem Detroit Red Wings. Před koncem sezony 2002/03 mu končila smlouva, 9. března 2003 byl vyměněn do Toronto Maple Leafs za druhé kolo draftu. Za Toronto stihl odehrát včetně playoff pouze dvanáct zápasů. V létě 2003 se stal volným hráčem. 8. července 2003 se dohodl na smlouvě s týmem Carolina Hurricanes, který se po čtyřech měsících vrátil do týmu. Během výluky v NHL 2004/05 nikde nehrál. V sezoně 2005/06 se konečně dočkal vysněné trofeje Stanley Cupu a k historickému úspěchu Carolina Hurricanes. 5. června 2008 oznámil konec své hráčské kariéry. V NHL strávil 20 sezon, ve kterém odehrál 1457 zápasů. V Carolina Hurricanes vytvořil klubový rekord v počtu odehraných zápasů. Později jeho rekord překonal Eric Staal. Na jeho počest bylo jeho číslo 2 vyřazeno v Carolina Hurricanes 17. února 2009.

## Ocenění a úspěchy
- 1986 WHL – První All-Star Tým (západ)
- 1986 WHL – Bill Hunter Memorial Trophy
- 1987 WHL – První All-Star Tým (západ)
- 1987 WHL – Bill Hunter Memorial Trophy
- 1988 NHL – All-Rookie Team
- 1989 NHL – All-Star Game
- 2009 Carolina Hurricanes – jeho číslo 2 bylo vyřazeno

## Prvenství
- Debut v NHL – 8. října 1987 (Boston Bruins proti Washington Capitals)
- První asistence v NHL 8. října 1987 (Boston Bruins proti Washington Capitals)
- První gól v NHL 21. listopadu 1987 (Minnesota North Stars proti Boston Bruins, kanadskému brankáři Don Beaupre)

## Klubové statistiky
| Sezóna        | Klub                  | Soutěž        |      | Základní část | Základní část | Základní část | Základní část | Základní část |    | Play off | Play off | Play off | Play off | Play off |
| Sezóna        | Klub                  | Soutěž        | Z    | G             | A             | B             | TM            | Z             | G  | A        | B        | TM       |          |          |
| 1983–84       | Portland Winter Hawks | WHL           | 3    | 1             | 2             | 3             | 0             | —             | —  | —        | —        | —        |          |          |
| 1984–85       | Portland Winter Hawks | WHL           | 67   | 16            | 52            | 68            | 76            | 6             | 1  | 6        | 7        | 8        |          |          |
| 1985–86       | Portland Winter Hawks | WHL           | 69   | 16            | 75            | 91            | 96            | 15            | 3  | 11       | 14       | 29       |          |          |
| 1986–87       | Portland Winter Hawks | WHL           | 63   | 16            | 46            | 62            | 72            | 20            | 8  | 18       | 26       | 27       |          |          |
| 1987–88       | Boston Bruins         | NHL           | 79   | 7             | 30            | 37            | 69            | 23            | 6  | 8        | 14       | 22       |          |          |
| 1988–89       | Boston Bruins         | NHL           | 77   | 19            | 35            | 54            | 61            | 10            | 0  | 2        | 2        | 4        |          |          |
| 1989–90       | Boston Bruins         | NHL           | 78   | 9             | 27            | 36            | 48            | 21            | 2  | 6        | 8        | 36       |          |          |
| 1990–91       | Boston Bruins         | NHL           | 80   | 11            | 32            | 43            | 78            | 19            | 2  | 9        | 11       | 19       |          |          |
| 1991–92       | Boston Bruins         | NHL           | 78   | 9             | 37            | 46            | 54            | 15            | 2  | 4        | 6        | 15       |          |          |
| 1992–93       | Boston Bruins         | NHL           | 64   | 8             | 25            | 33            | 47            | 4             | 0  | 0        | 0        | 0        |          |          |
| 1993–94       | Boston Bruins         | NHL           | 81   | 14            | 44            | 58            | 64            | 13            | 3  | 3        | 6        | 12       |          |          |
| 1994–95       | Hartford Whalers      | NHL           | 48   | 2             | 14            | 16            | 50            | —             | —  | —        | —        | —        |          |          |
| 1995–96       | Hartford Whalers      | NHL           | 68   | 8             | 16            | 24            | 88            | —             | —  | —        | —        | —        |          |          |
| 1996–97       | Hartford Whalers      | NHL           | 68   | 8             | 26            | 32            | 40            | —             | —  | —        | —        | —        |          |          |
| 1997–98       | Carolina Hurricanes   | NHL           | 82   | 6             | 19            | 25            | 36            | —             | —  | —        | —        | —        |          |          |
| 1998–99       | Carolina Hurricanes   | NHL           | 74   | 7             | 17            | 24            | 44            | 6             | 0  | 1        | 1        | 2        |          |          |
| 1999–00       | Carolina Hurricanes   | NHL           | 78   | 7             | 15            | 22            | 38            | —             | —  | —        | —        | —        |          |          |
| 2000–01       | Carolina Hurricanes   | NHL           | 71   | 5             | 16            | 21            | 42            | 6             | 0  | 0        | 0        | 0        |          |          |
| 2001–02       | Carolina Hurricanes   | NHL           | 77   | 5             | 13            | 18            | 56            | 22            | 0  | 2        | 2        | 12       |          |          |
| 2002–03       | Carolina Hurricanes   | NHL           | 63   | 1             | 7             | 8             | 40            | —             | —  | —        | —        | —        |          |          |
| 2002–03       | Toronto Maple Leafs   | NHL           | 7    | 0             | 3             | 3             | 4             | 5             | 0  | 1        | 1        | 2        |          |          |
| 2003–04       | Carolina Hurricanes   | NHL           | 74   | 0             | 6             | 6             | 32            | —             | —  | —        | —        | —        |          |          |
| 2005–06       | Carolina Hurricanes   | NHL           | 64   | 2             | 8             | 10            | 46            | 25            | 0  | 2        | 2        | 16       |          |          |
| 2006–07       | Carolina Hurricanes   | NHL           | 68   | 1             | 12            | 13            | 56            | —             | —  | —        | —        | —        |          |          |
| 2007–08       | Carolina Hurricanes   | NHL           | 78   | 1             | 7             | 8             | 52            | —             | —  | —        | —        | —        |          |          |
| Celkem v NHL  | Celkem v NHL          | Celkem v NHL  | 1457 | 128           | 409           | 537           | 1045          | 169           | 15 | 38       | 53       | 141      |          |          |
| Celkem ve WHL | Celkem ve WHL         | Celkem ve WHL | 202  | 49            | 175           | 224           | 244           | 41            | 12 | 35       | 47       | 64       |          |          |

## Reprezentace
| Rok                       | Tým                       | Soutěž                    | Z | G | A | B | TM |
| ------------------------- | ------------------------- | ------------------------- | - | - | - | - | -- |
| 1987                      | Kanada 20                 | MSJ                       | 6 | 2 | 1 | 3 | 4  |
| Juniorská kariéra celkově | Juniorská kariéra celkově | Juniorská kariéra celkově | 6 | 2 | 1 | 3 | 4  |